# هور جون، داستان اصلی
هور جون، داستان اصلی (انگلیسی: Hur Jun, The Original Story; کره‌ای: 구암 허준) یک مجموعه تلویزیونی کره جنوبی سال ۲۰۱۳ در ژانر تاریخی است.
این مجموعه از ۱۸ مارس تا ۲۳ سپتامبر ۲۰۱۳، روزهای دوشنبه تا جمعه ساعت ۲۰:۵۰ (کی‌اس‌تی) از ام‌بی‌سی برای ۱۳۵ قسمت پخش شد.